# Victoria Toogood
Victoria Toogood es una deportista australiana que compitió en remo. Ganó dos medallas en el Campeonato Mundial de Remo, en los años 1993 y 1994.

## Palmarés internacional
| Campeonato Mundial | Campeonato Mundial            | Campeonato Mundial | Campeonato Mundial |
| Año                | Lugar                         | Medalla            | Prueba             |
| ------------------ | ----------------------------- | ------------------ | ------------------ |
| 1993               | Račice (República Checa)      | Medalla de plata   | Dos sin timonel    |
| 1994               | Indianápolis (Estados Unidos) | Medalla de bronce  | Cuatro sin timonel |